# Viktor Ivanovič Suhorukov
Viktor Ivanovič Suhorukov (rus. Виктор Иванович Сухоруков, Orehovo-Zujevo, 10. studenog 1951.), sovjetski i ruski glumac, narodni umjetnik Rusije (2008.). Od 1974. do 1978. usavršavao se na Državnom institutu za kazališnu umjetnost (GITIS) u Moskvi.

## Filmografija
- 2006.- Otok
- 2017.- Dima